# Algorithmische Spieltheorie
Die Algorithmische Spieltheorie ist eine Wissenschaft an der Schnittstelle zwischen Informatik, Spieltheorie und Volkswirtschaftslehre. Sie befasst sich sowohl mit dem Entwurf effizienter Algorithmen zum Auffinden von Gewinnstrategien als auch der Analyse der Komplexität von Spielen.
Die grundlegenden Arbeiten zur Algorithmischen Spieltheorie stammen aus dem Jahr 1999.